# Videovissuti e videopresenti
Videovissuti e videopresenti è una compilation di videoclip di brani musicali del cantautore Luciano Ligabue e della sua band Clan Destino.
La videocassetta Home video, pubblicata nel 1993 dalla Warner Music Vision (catalogo 4509927813) su supporto VHS e mai ristampata su DVD, contiene tutti i videoclip realizzati nell'arco di tre anni (1990-1993) da Ligabue insieme ai Clan Destino, la registrazione dell'esecuzione dal vivo di un brano presentato il 10 luglio 1992 al Montreux Jazz Festival e le testimonianze degli
(Luciano Ligabue)
Tra i quali: Nico Colonna, Elio e le Storie Tese, Eugenio Finardi, la Gialappa's Band, Gino e Michele, Francesco Guccini, Benedetta Mazzini, Paolo Rossi, Gabriele Salvatores, Mario Zanni.
Formato audio: lingua Italiano – Stereo

## Video
Edizioni musicali Warner Music Italy.
1. Balliamo sul mondo, su YouTube. (diretto da Piero Cecchini) – 1990[4]
2. Non è tempo per noi, su YouTube. (diretto da Marco Della Fonte) – 1990[4]
3. Marlon Brando è sempre lui, su YouTube. (diretto da Marco Della Fonte) – 1990[4]
4. Libera nos a malo, su YouTube. (diretto da Gabriele Cazzola) – 1991[5]
5. Lambrusco & pop corn, su YouTube. (diretto da Daniele Pignatelli) – 1991[5]
6. Sarà un bel souvenir, su YouTube. (diretto da Daniele Pignatelli) – 1991[5]
7. Urlando contro il cielo (live), su YouTube. (diretto da Mario Zanot) – 1991[5]
8. Salviamoci la pelle!!!!, su YouTube. (live al Festival del Jazz di Montreux, 10 luglio 1992) – 1991[5][3]
9. Ancora in piedi, su YouTube. (diretto da Giuseppe Capotondi) – 1993[6]
10. Ho messo via, su YouTube. (diretto da Alessandro Cappelletti) – 1993[6]